# The Yoga Teacher
The Yoga Teacher (Originaltitel: Chosen Family) ist eine romantische Tragikomödie von Heather Graham. Die Premiere des Films erfolgte im Februar 2024 beim Santa Barbara International Film Festival.

## Handlung
Die Yogalehrerin Ann versucht, innerlich zur Ruhe zu kommen, obwohl ihre Familie ihr dies nicht gerade leicht macht.

## Produktion
Regie führte Heather Graham, die auch das Drehbuch schrieb. Es handelt sich bei The Yoga Teacher nach der Liebeskomödie Half Magic von 2018 um den zweiten Spielfilm als Regisseurin. Die eigentliche Schauspielerin ist aus Filmen wie Austin Powers – Spion in geheimer Missionarsstellung, Boogie Nights und Bowfingers große Nummer bekannt.
Graham selbst spielt zudem in der Hauptrolle Ann. Auch in Half Magic war sie in der Hauptrolle zu sehen. Weiter auf der Besetzungsliste finden sich Julia Stiles als Clio, Andrea Savage als Roz, Thomas Lennon als Max, Michael Gross als Alfred, John Brotherton als Steve und Mark Famiglietti als Todd.
Kameramann Steven Fierberg ist vor allem für seine Arbeit bei der Miniserie Attila – Der Hunne und Fernsehserien wie The Affair und Emily in Paris bekannt.
Die Premiere des Films fand am 17. Februar 2024 beim Santa Barbara International Film Festival statt, wo er als Abschlussfilm gezeigt wurde. Im April 2024 wurde er beim Miami Film Festival vorgestellt.